# Севернокинеска летећа веверица
Севернокинеска летећа веверица (лат. Aeretes melanopterus) је сисар из реда глодара и породице веверица (Sciuridae). 

## Распрострањење
Ареал врсте је ограничен на једну државу. Кина је једино познато природно станиште врсте.

## Станиште
Станишта врсте су шуме и планине на висини мањој од 3.000 метара.

## Угроженост
Ова врста је на нижем степену опасности од изумирања, и сматра се скоро угроженим таксоном.